# Frontenas
Frontenas é uma comuna francesa na região administrativa de Auvérnia-Ródano-Alpes, no departamento de Ródano. Estende-se por uma área de 3,42 km². Em 2010 a comuna tinha 838 habitantes (densidade: 245 hab./km²).